# Tournoi d'ouverture du championnat du Guatemala de football 2000
Navigation
Saison précédente Saison suivante
Le Tournoi Apertura 2000 est le troisième tournoi saisonnier disputé au Guatemala.
C'est cependant la 50e fois que le titre de champion du Guatemala est remis en jeu.
Lors de ce tournoi, le CSD Municipal a conservé son titre de champion du Guatemala face aux onze meilleurs clubs guatémaltèques.
Chacun des douze clubs participant était confronté deux fois aux onze autres équipes. Puis les huit meilleurs se sont affrontés lors d'une phase finale à la fin du tournoi.
Seulement une place était qualificative pour la Copa Interclubes UNCAF.

## Les 12 clubs participants
| \| Guatemala: Aurora FC CSD Comunicaciones CSD Municipal Universidad SC Deportivo Achuapa Antigua GFC Guatemala Deportivo Carchá Cobán Imperial Guatemala Deportivo Marquense Guatemala Santa Lucía Guatemala Xelaju MC Deportivo Zacapa \| Localisation des clubs. |
| Guatemala: Aurora FC CSD Comunicaciones CSD Municipal Universidad SC Deportivo Achuapa Antigua GFC Guatemala Deportivo Carchá Cobán Imperial Guatemala Deportivo Marquense Guatemala Santa Lucía Guatemala Xelaju MC Deportivo Zacapa                               |

Ce tableau présente les douze équipes qualifiées pour disputer le championnat 2000-2001. On y trouve le nom des clubs, le nom des stades dans lesquels ils évoluent ainsi que la capacité et la localisation de ces derniers.
| Club                   | Stade                         | Capacité          | Ville                     |
| Deportivo Achuapa (en) | Stade Municipal Manuel Ariza  | 1 500             | El Progreso               |
| Antigua GFC            | Stade Pensativo               | 10 000            | Antigua Guatemala         |
| Aurora FC              | Stade de l'Ejército           | 13 300            | Guatemala City            |
| Deportivo Carchá (en)  | Stade Juan Ramon Ponce Guay   | 8 114             | San Pedro Carchá          |
| Cobán Imperial         | Stade Verapaz                 | 15 000            | Cobán                     |
| CSD Comunicaciones     | Stade Mateo Flores            | 30 000            | Guatemala City            |
| Deportivo Marquense    | Stade Marquesa de la Ensenada | 10 000            | San Marcos                |
| CSD Municipal          | Stade Mateo Flores            | 30 000            | Guatemala City            |
| Santa Lucía            | Stade inconnu                 | Capacité inconnue | Santa Lucía Cotzumalguapa |
| Universidad SC         | Stade de la Revolución        | 5 000             | Guatemala City            |
| Xelaju MC              | Stade Mario Camposeco         | 11 000            | Quetzaltenango            |
| Deportivo Zacapa       | Stade David Ordoñez Bardales  | 10 000            | Zacapa                    |

## Compétition
Le tournoi Apertura se déroule de la même façon que les tournois saisonniers précédents, en deux phases :
- La phase de qualification : les vingt-deux journées de championnat.
- La phase finale : les matchs aller-retour allant des quarts de finale à la finale.

### Phase de qualification
Lors de la phase de qualification les douze équipes affrontent à deux reprises les onze autres équipes selon un calendrier tiré aléatoirement.
Les huit meilleures équipes sont qualifiées pour les quarts de finale.
Le classement est établi sur le barème de points classique (victoire à 3 points, match nul à 1, défaite à 0).
Le départage final se fait selon les critères suivants :
- Le nombre de points.
- La différence de buts générale.
- Le nombre de buts marqué.

#### Classement
| Rang | Équipe                   | Pts | J  | G  | N | P  | Bp | Bc | Diff |
| ---- | ------------------------ | --- | -- | -- | - | -- | -- | -- | ---- |
| 1    | CSD Comunicaciones       | 51  | 22 | 15 | 6 | 1  | 52 | 15 | +37  |
| 2    | CSD Municipal T          | 39  | 22 | 12 | 3 | 7  | 45 | 23 | +22  |
| 3    | Deportivo Marquense P    | 39  | 22 | 12 | 3 | 7  | 35 | 38 | -3   |
| 4    | Xelaju MC P              | 36  | 22 | 9  | 9 | 4  | 26 | 20 | +6   |
| 5    | Antigua GFC              | 36  | 22 | 11 | 3 | 8  | 32 | 27 | +5   |
| 6    | Deportivo Zacapa         | 32  | 22 | 8  | 8 | 6  | 36 | 30 | +6   |
| 7    | Cobán Imperial           | 27  | 22 | 6  | 9 | 7  | 28 | 25 | +3   |
| 8    | Universidad SC           | 26  | 22 | 7  | 5 | 10 | 32 | 33 | -1   |
| 9    | Deportivo Carchá (en)    | 22  | 22 | 6  | 4 | 12 | 14 | 28 | -14  |
| 10   | Deportivo Achuapa (en) P | 22  | 22 | 5  | 7 | 10 | 29 | 45 | -16  |
| 11   | Aurora FC                | 20  | 22 | 4  | 8 | 10 | 24 | 31 | -7   |
| 12   | Santa Lucía              | 11  | 22 | 2  | 5 | 15 | 28 | 66 | -38  |

| Légende : Qualifications et relégations | Légende : Qualifications et relégations          |
| --------------------------------------- | ------------------------------------------------ |
|                                         | Qualifié pour les quarts de finale               |
|                                         | T Tenant du titre P Promu de la saison 1999-2000 |

#### Matchs
| Résultats (▼dom., ►ext.)                                   | Ach | Ant | Aur | Car | Cob | Com | Mar | Mun | San | Uni | Xel | Zac |
| Deportivo Achuapa (en)                                     |     | 1-1 | 2-1 | 1-0 | 1-1 | 2-2 | 2-3 | 2-1 | 3-2 | 0-0 | 2-1 | 1-1 |
| Antigua GFC                                                | 3-2 |     | 2-0 | 1-0 | 2-1 | 0-2 | 3-1 | 3-1 | 2-0 | 2-0 | 0-2 | 4-1 |
| Aurora FC                                                  | 1-0 | 0-0 |     | 5-1 | 0-0 | 0-2 | 1-2 | 1-1 | 2-0 | 0-2 | 1-1 | 1-1 |
| Deportivo Carchá (en)                                      | 0-1 | 1-0 | 2-1 |     | 0-0 | 0-2 | 0-1 | 1-0 | 3-0 | 1-0 | 0-1 | 0-0 |
| Cobán Imperial                                             | 3-1 | 4-1 | 0-0 | 1-2 |     | 1-1 | 3-2 | 1-3 | 2-0 | 4-0 | 1-1 | 3-1 |
| CSD Comunicaciones                                         | 7-1 | 2-1 | 3-1 | 1-1 | 0-0 |     | 4-1 | 2-0 | 8-1 | 1-0 | 4-0 | 1-0 |
| Deportivo Marquense                                        | 2-1 | 2-0 | 1-1 | 2-1 | 1-0 | 1-3 |     | 2-1 | 2-1 | 4-3 | 2-2 | 3-0 |
| CSD Municipal                                              | 6-0 | 5-1 | 2-0 | 3-0 | 4-0 | 1-0 | 2-0 |     | 6-1 | 1-0 | 2-0 | 2-1 |
| Santa Lucía                                                | 4-4 | 0-3 | 3-4 | 1-0 | 2-2 | 2-4 | 1-2 | 2-2 |     | 3-2 | 1-1 | 3-3 |
| Universidad SC                                             | 1-1 | 0-2 | 2-2 | 2-0 | 2-1 | 2-3 | 4-0 | 3-0 | 2-1 |     | 2-1 | 1-2 |
| Xelaju MC                                                  | 1-0 | 1-0 | 1-0 | 0-0 | 1-0 | 0-0 | 1-1 | 1-1 | 6-0 | 2-2 |     | 1-0 |
| Deportivo Zacapa                                           | 3-2 | 1-1 | 3-2 | 5-1 | 0-0 | 0-0 | 4-0 | 2-1 | 3-0 | 2-2 | 2-0 |     |
| - Victoire à domicile - Match nul - Victoire à l'extérieur |     |     |     |     |     |     |     |     |     |     |     |     |

### La phase finale
Les huit équipes qualifiées sont réparties dans le tableau final d'après leur classement général.
En cas d'égalité sur la somme des deux matchs, c'est l'équipe ayant marqué le plus de buts à extérieur qui l'emporte puis une prolongation et une séance de tirs au but ont éventuellement lieu.

#### Tableau
|  |                     |               |                  |               |                    |     |   |            |            |            |            |                    |     |  |        |        |        |        |        |  |  |
|  | 1/4 de finale       | 1/4 de finale | 1/4 de finale    | 1/4 de finale | 1/4 de finale      |     |   | 1/2 finale | 1/2 finale | 1/2 finale | 1/2 finale | 1/2 finale         |     |  | Finale | Finale | Finale | Finale | Finale |  |  |
|  |                     |               |                  |               |                    |     |   |            |            |            |            |                    |     |  |        |        |        |        |        |  |  |
|  |                     |               |                  |               |                    |     |   |            |            |            |            |                    |     |  |        |        |        |        |        |  |  |
|  | CSD Comunicaciones  | (1)           | 4                | 3             |                    |     |   |            |            |            |            |                    |     |  |        |        |        |        |        |  |  |
|  | CSD Comunicaciones  | (1)           | 4                | 3             |                    |     |   |            |            |            |            |                    |     |  |        |        |        |        |        |  |  |
|  | Universidad SC      | (8)           | 1                | 1             |                    |     |   |            |            |            |            |                    |     |  |        |        |        |        |        |  |  |
|  | Universidad SC      | (8)           | 1                | 1             | CSD Comunicaciones | (1) | 1 | 4          |            |            |            |                    |     |  |        |        |        |        |        |  |  |
|  |                     |               |                  |               |                    | (1) | 1 | 4          |            |            |            |                    |     |  |        |        |        |        |        |  |  |
|  |                     |               | Deportivo Zacapa | (6)           | 1                  | 1   |   |            |            |            |            |                    |     |  |        |        |        |        |        |  |  |
|  | Deportivo Marquense | (3)           | Deportivo Zacapa | (6)           | 1                  | 1   | 1 | 1          |            |            |            |                    |     |  |        |        |        |        |        |  |  |
|  | Deportivo Marquense | (3)           |                  |               |                    |     |   |            |            |            |            |                    |     |  |        |        |        |        |        |  |  |
|  | Deportivo Zacapa    | (6)           | 2                | 1             |                    |     |   |            |            |            |            |                    |     |  |        |        |        |        |        |  |  |
|  | Deportivo Zacapa    | (6)           | 2                | 1             |                    |     |   |            |            |            |            | CSD Comunicaciones | (1) |  |        |        |        |        |        |  |  |
|  |                     |               |                  |               |                    |     |   |            |            |            |            | CSD Comunicaciones | (1) |  |        |        |        |        |        |  |  |
|  |                     | CSD Municipal | (2)              |               |                    |     |   |            |            |            |            |                    |     |  |        |        |        |        |        |  |  |
|  | CSD Municipal       | CSD Municipal | (2)              | (2)           | 2                  | 3   |   |            |            |            |            |                    |     |  |        |        |        |        |        |  |  |
|  | CSD Municipal       |               |                  |               |                    |     |   |            |            |            |            |                    |     |  |        |        |        |        |        |  |  |
|  | Cobán Imperial      | (7)           | 0                | 0             |                    |     |   |            |            |            |            |                    |     |  |        |        |        |        |        |  |  |
|  | Cobán Imperial      | (7)           | 0                | 0             | CSD Municipal      | (2) | 0 | 1          |            |            |            |                    |     |  |        |        |        |        |        |  |  |
|  |                     |               |                  |               |                    | (2) | 0 | 1          |            |            |            |                    |     |  |        |        |        |        |        |  |  |
|  |                     |               | Xelaju MC        | (4)           | 0                  | 0   |   |            |            |            |            |                    |     |  |        |        |        |        |        |  |  |
|  | Xelaju MC           | (4)           | Xelaju MC        | (4)           | 0                  | 0   | 1 | 3          |            |            |            |                    |     |  |        |        |        |        |        |  |  |
|  | Xelaju MC           | (4)           |                  |               |                    |     | 1 | 3          |            |            |            |                    |     |  |        |        |        |        |        |  |  |
|  | Antigua GFC         | (5)           | 1                | 0             |                    |     |   |            |            |            |            |                    |     |  |        |        |        |        |        |  |  |
|  | Antigua GFC         | (5)           | 1                | 0             |                    |     |   |            |            |            |            |                    |     |  |        |        |        |        |        |  |  |

#### Quarts de finale
| Club                | Aller | Retour | Club             | Commentaire |
| CSD Comunicaciones  | 4-1   | 3-1    | Universidad SC   |             |
| Deportivo Marquense | 1-2   | 1-1    | Deportivo Zacapa |             |
| CSD Municipal       | 2-0   | 3-0    | Cobán Imperial   |             |
| Xelaju MC           | 1-1   | 3-0    | Antigua GFC      |             |

#### Demi-finales
| Club               | Aller | Retour | Club             | Commentaire |
| CSD Comunicaciones | 1-1   | 4-1    | Deportivo Zacapa |             |
| CSD Municipal      | 0-0   | 1-0    | Xelaju MC        |             |

#### Finale
| Match aller     | CSD Municipal | 0:0   | CSD Comunicaciones | Stade Mateo Flores |  |
| 17 janvier 2001 |               | (0:0) |                    |                    |  |

| Match retour    | CSD Comunicaciones | 1:1 | CSD Municipal  | Stade Mateo Flores |  |
| 20 janvier 2001 | Buteur inconnu     |     | Buteur inconnu |                    |  |

## Bilan du tournoi
| Tournoi d'ouverture du championnat de football du Guatemala 2000 |                    |
| Champion                                                         | CSD Municipal      |
| Dauphin                                                          | CSD Comunicaciones |
| Qualifications continentales                                     |                    |
| Copa Interclubes UNCAF 2001 (en) (Phase de groupes)              | CSD Municipal      |